# Pavocosa gallopavo
Espèce
Synonymes
- Lycosa gallopavo Mello-Leitão, 1941

Pavocosa gallopavo est une espèce d'araignées aranéomorphes de la famille des Lycosidae.

## Distribution
Cette espèce est endémique d'Argentine.

## Publication originale
- Mello-Leitão, 1941 : Las arañas de la provincia de Santa Fe colectadas por el Profesor Birabén. Revista del Museo de La Plata (N.S., Zoología), vol. 2, p. 199-225.